# Mike Mussina
Michael Cole „Mike“ Mussina, Spitzname Moose, (* 8. Dezember 1968 in Williamsport, Pennsylvania) ist ein US-amerikanischer Baseballspieler in der Major League Baseball (MLB) auf der Position des Pitchers. 2019 wurde er in die Baseball Hall of Fame aufgenommen.

## Leben
Mike Mussina absolvierte sein Studium an der Stanford University in nur dreieinhalb Jahren und erwarb einen Abschluss in Wirtschaftswissenschaften. Der rechtshändige Pitcher wurde in der ersten Runde des Amateur Drafts 1990 von den Baltimore Orioles ausgewählt. Sein Debüt für die Orioles gab Mussina am 4. August 1991 gegen die Chicago White Sox mit einer 0:1-Niederlage. Seine erste komplette Spielzeit in der American League zeigte bereits deutlich das Potenzial Mussinas. Er führte die Major Leagues in der Kategorie Winning Percentage an und war mit einem ERA von 2.54 an dritter Stelle in der American League. Seit Frank Tanana und Mark Fydrich 1976 hatte kein 23-jähriger Starter solch niedrige Werte in dieser Kategorie.
Mit den Orioles erreichte Mussina 1996 und 1997 die American League Championship Series (ALCS), in denen es allerdings Niederlagen gegen die New York Yankees und die Cleveland Indians gab. Im dritten Spiel der Serie gegen die Indians stellte Mussina mit 15 Strikeouts einen Rekord für die ALCS auf, der 2000 von Roger Clemens im vierten Spiel gegen die Seattle Mariners eingestellt wurde. Nach der Saison 2000 wurde Mussina ein Free Agent und unterschrieb am 30. November 2000 bei den Yankees. In seinen ersten drei Jahren in der Bronx konnte Mussina 52 Siege bei 29 Niederlagen verbuchen. Nachdem Andy Pettitte und Roger Clemens die Yankees nach der Saison 2003 verlassen hatten, war Mussina eigentlich der Kernpunkt der Pitching Rotation der Yankees, aber aufgrund diverser Verletzungen konnte er seine Leistungen aus den Vorjahren in den Spielzeiten 2004 und 2005 nicht wiederholen.
Mussina hatte zahlreiche Möglichkeiten, einen No-Hitter zu werfen, scheiterte aber wiederholt.
- Am 30. Mai 1997 hatte er 25 Spieler der Cleveland Indians ausgemacht, bevor er ein Single von Sandy Alomar jr. zulassen musste. Die letzten beiden Schlagmänner machte er dann mit zwei Strikeouts aus und gewann das Spiel mit 3:0.
- Am 24. August 1998 machte er die ersten 23 Spieler der Detroit Tigers aus, bevor Frank Catalonotto ein Double erzielte. Die Orioles gewannen das Spiel mit 4:0.
- Am 2. September 2001 kam Mussina seinem Ziel am nächsten, 26 Spieler der Boston Red Sox waren schon aus, als Carl Everett einen Single landen konnte. Trot Nixon wurde von Mussina dann mit einem Groundout ausgemacht, die Yankees gewannen den One-Hitter mit 1:0.
- Am 14. April 2002 konnte er die ersten 16 Red-Sox-Spieler ausmachen, bevor Doug Mirabelli ein Single gelang. 6:2 endete das Spiel für die Yankees.
- Am 12. Oktober 2004 gelang es Mussina, die ersten 17 Red-Sox-Spieler nicht auf die Bases zu lassen, bevor Mark Bellhorn mit einem Double auch diese Chance von Mussina zunichtemachte. Das Endergebnis des Spiels lautete 10:7 für die Yankees.